# Josip Jernej
Josip Jernej  (Gorica, 7. srpnja 1909. – Zagreb, 20. ožujka 2005.) bio je hrvatski romanist, talijanist i leksikograf.

## Životopis
Odrastao je u četverojezičnom okruženju (talijanski, slovenski, hrvatski i njemački). Završio je talijansku gimnaziju u Gorici 1929. Pravo je studirao u Padovi 1929. – 31., zatim u Zagrebu. Početkom 1938. upisao je studij talijanskoga i francuskoga pri Filozofskom fakultetu u Zagrebu. Nastavio je studirati u Firenci u C. Battistija i B. Migliorinija, te diplomirao 1941. pri zagrebačkom fakultetu, gdje je i doktorirao 1952. tezom Povijest talijanskih gramatika na hrvatskom i srpskom jeziku.
Habilitirao se 1956. tezom o talijanskim elementima u hrvatskom jeziku. Nastavničku djelatnost započeo 1942. kao asistent pri talijanskoj katedri Filozofskoga fakulteta u Zagrebu, potom je od 1950. predavač, 1956. docent, 1962. izvanredni i od 1969. redoviti profesor te voditelj katedre do umirovljenja 1979.

## Leksikograf i gramatičar
Glavno su područje Jernejeva rada glotodidaktička pomagala u studiju talijanskoga jezika (gramatika, rječnici, audiovizualna izd.). Od 1938. surađuje s M. Deanovićem na području leksikografije, prvo u izradbi talijansko-hrvatskoga, zatim hrvatsko-talijanskoga rječnika, tako da je profesor Jernej od početka profesionalnog djelovanja pa do kraja života bio prije svega plodonosan leksikograf, jedan od najvećih u novijoj hrvatskoj leksikografija. Ostavio je značajan pečat i na polju gramatike. Generacije mladih u Hrvatskoj i diljem tadašnje države svoje znanje talijanskog jezika stekle su zahvaljujući gramatikama profesora Jerneja.
Napisao je Tumač talijanskoj gramatici P. Mixa (1940.), sastavio Fonetica dell’italiano moderno con riferimento alla pronunzia e alla grafia del croato o serbo (1948.), izradio nekoliko inačica Talijanske gramatike (za škole, početnike, konverzacijska gramatika, a s profesorom M. Regulom iz Graza napisao psihološki i povijesno utemeljenu opisnu gramatiku talijanskoga jezika Grammatica italiana descrittiva su basi storiche e psicologiche (1965). 
Ova gramatika uvodi važne teoretske inovacije (pojam taksema s decimalnom klasifikacijom, pojam objektoida i tzv. slobodnoga predikativa) i u mnogočem se približava današnjoj pragmalingvistici te postaje standardnim sveučilišnim udžbenikom talijanskoga jezika u mnogim zemljema, kao i u Italiji i Njemačkoj.

## Popis djela[2]
- Tumač talijanskoj gramatici P. Mixa. Zagreb 1940.
- Džepni talijansko-hrvatski rječnik. Zagreb 1944.
- Dodatak I. izd. Talijansko-hrvatskog rječnika. Zagreb 1945.
- Fonetica dell’italiano moderno con riferimento alla pronunzia e alla grafia del croato o serbo. Zagreb 1948.
- Rječnik talijanskog i hrvatskog jezika. Zagreb 1948.
- Talijanska gramatika s vježbama, 1. Zagreb 1950.
- Grammatica italiana per le classi inferiori della scuola ottennale popolare e il ginnasio inferiore. Zagreb 1953.
- Talijanska gramatika s vježbama, 2. Zagreb 1954.
- Hrvatskosrpsko-talijanski rječnik (suautor M. Deanović). Zagreb 1956.
- Talijansko-hrvatskosrpski rječnik (suautor M. Deanović). Zagreb 1960.
- Grammatica italiana descrittiva su basi storiche e psicologiche (suautor M. Regula). Bern—München 1965.
- Sintassi della proposizione. Zagreb 1965.
- Talijanska gramatika za svakoga (Priručnik za srednje škole). Zagreb 1969.
- Talijansko-hrvatski (ili srpski) i hrvatsko (ili srpsko)-talijanski džepni rječnik. Zagreb 1973.
- Konverzaciona (konverzacijska) talijanska gramatika, 1–2 (za početnike i naprednije). Zagreb 1976.
- Talijanski jezik. Udžbenik za niži, srednji i viši stupanj. Dopuna talijanskim gramatikama. Zagreb 1978.
- Talijanski jezik. Priručnik za viši stupanj. Zagreb 1999.